# The Damned (The Walking Dead)
«Los Condenados» —título original en inglés: «The Damned»— es el segundo episodio de la octava temporada de la serie de televisión posapocalíptica, horror The Walking Dead, que salió al aire en el canal AMC el 29 de octubre de 2017, Fox hizo lo propio en España e Hispanoamérica el día 30 del mismo mes, el episodio fue escrito por Matt Negrete, Channing Powell y dirigido por Rosemary Rodríguez.
El ataque combinado hacía Negan y el complejo de los Salvadores han dejado todo el complejo rodeado por una gran horda de caminantes, impidiendo que los salvadores salgan o entren al Santuario. Las fuerzas combinadas de Alexandría, Hilltop y el Reino se separan para tratar con otros puestos de avanzada de Los Salvadores, usando información provista por Dwight (Austin Amelio).
Este episodio marca el regreso de Morales (Juan Pareja), que fue visto por última vez en la primera temporada en el capítulo "Wildfire", y tiene el período de ausencia más prolongado que cualquier otro personaje en The Walking Dead; habiendo estado ausente durante seis temporadas en una conclusión de 95 episodios. Los personajes recurrentes Francine (Dahlia Legault), Andy (Jeremy Palko) y Freddie (Brett Gentile) hacen sus apariciones finales después de ser asesinados por los salvadores.

## Argumento
Morgan (Lennie James), Tara (Alanna Masterson) y Jesús (Tom Payne) dirigieron un ataque sorpresa coordinado y silencioso en el mismo observatorio de radio telescopio que habían despejado previamente de los salvadores; sin embargo, Morgan, junto con Andy (Jeremy Palko) y Freddie (Brett Gentile) parecen ser asesinados a tiros. Tara y Jesús encuentran a un hombre acurrucado en un armario que se dice es un trabajador del Santuario, y mientras Tara está ansiosa por matarlo, Jesús sugiere que lo mantengan con vida. Sin embargo, el hombre se vuelve contra ellos y amenaza con dispararle a Jesús. Tara y Jesús logran vencerlo y lo atan. Luego encuentran a los restantes salvadores que voluntariamente dejan caer sus armas. Morgan, quien apenas quedó con vida, y quedó atónito e inconsciente en el sorpresivo ataque, vengativamente mata a cualquier Salvador que queda al salir y es detenido por Jesús, evitando que mate a los que han tomado cautivos.
Ezekiel (Khary Payton) y Carol (Melissa McBride) mandaron sus fuerzas a un laboratorio de farmacia de Los Salvadores. Acabando primero con los guardias, quedando un solo un salvador, intentan dispararle, pero apenas lo hieren, lo que le da al guardia la oportunidad de hacer estallar una bomba de humo y desatar caminantes que han quedado cautivos dentro del edificio, para usarlos como una trampa y distracción. El grupo de Ezekiel los elimina fácilmente, pero el guardia logra escapar y temen que pueda llegar a una fortaleza cercana de Los Salvadores para advertirles. Encuentran un rastro de sangre y conjeturan que se mueve lentamente; también descubren a un caminante con su piel arrancada y Ezekiel siente curiosidad por su destino. Finalmente alcanzan al hombre y Shiva, el tigre, le ruge y ataca al hombre hasta la muerte. Ezekiel reúne con entusiasmo a sus tropas para tomar el bastión del Salvador cercano, a pesar de que los salvadores saben que están llegando.
Aaron (Ross Marquand) y su novio Eric (Jordan Woods-Robinson) lideran el asalto a un almacén donde se encuentran muchos salvadores. Cuando algunos de los salvadores intentan flanquearlos, Eric toma una movida arriesgada para moverse y detenerlos, Francine muere de un disparo en el pecho durante el tiroteo. El tiroteo es prolongado y los Salvadores se dan cuenta demasiado tarde de que su objetivo era esperar la muerte de las primeras víctimas para reanimarse en caminantes, como para atacar a los demás salvadores que están dentro. A medida que la lucha se desvanece, Aaron descubre que le dispararon a Eric en el estómago y lleva a un malherido Eric a un árbol.
Usando la distracción de Aaron, Rick (Andrew Lincoln) y Daryl (Norman Reedus) se cuelan en un ayuntamiento, donde la información de Dwight decía que las ametralladoras pesadas estaban ocultas; Rick desea capturar estos para evitar que los salvadores los usen para despejar la horda de caminantes. Al encontrar el lugar vacío, los dos se separaron. Rick se encuentra con un hombre que se mete en una pelea, aparentemente protegiendo una puerta específica. Rick lo empala en un soporte de estante y luego abre la puerta, solo para encontrar a una bebé dormida llamada Gracie y Rick queda totalmente devastado. Él está lo suficientemente distraído por su acto por lo que es fácilmente atrapado a punta de pistola por Morales (Juan Pareja), uno de los primeros supervivientes del grupo que se reunió en Atlanta. Apuntándolo con un arma, Morales se revela como leal a los salvadores.

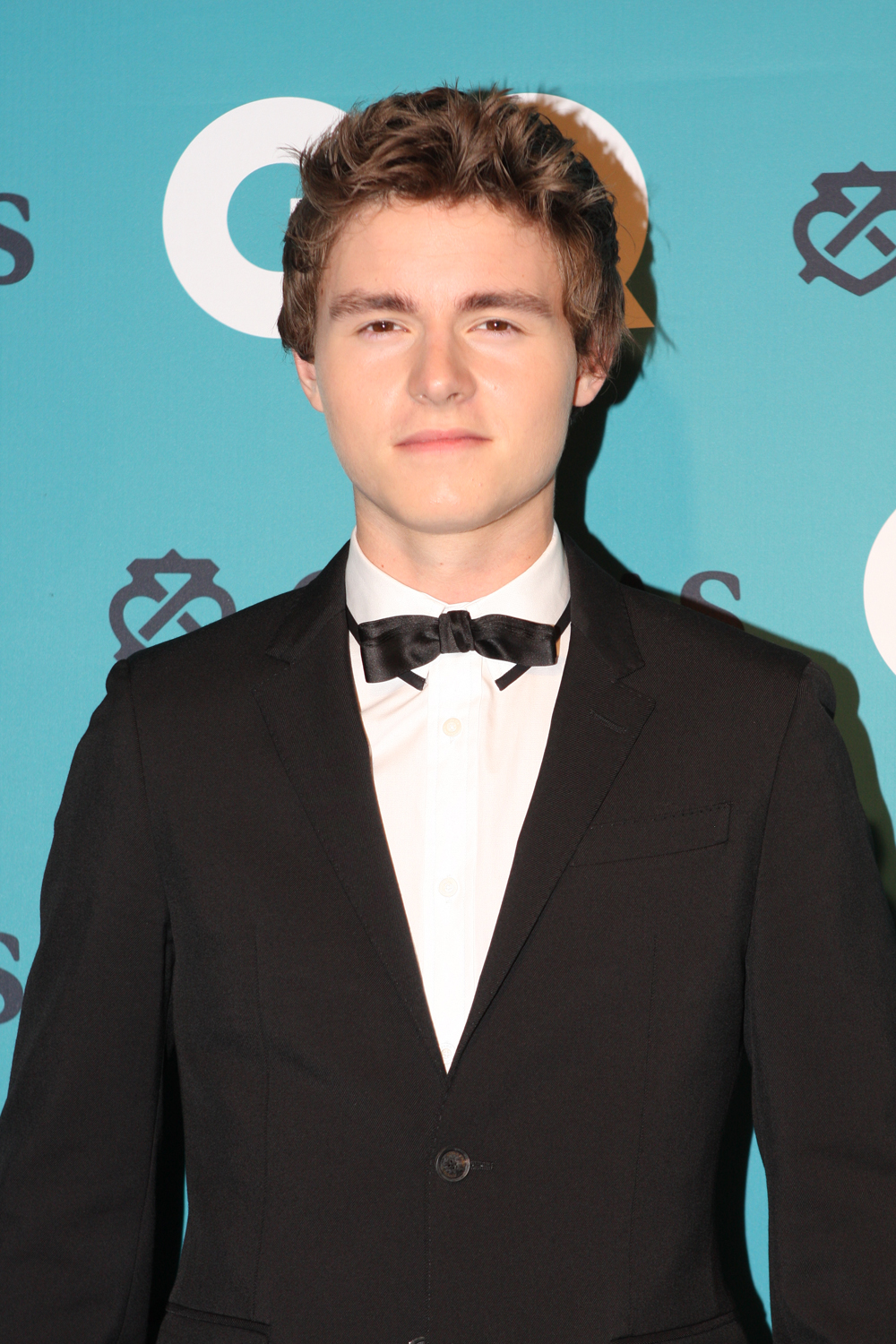
Callan McAuliffe hizo su primera aparición como Alden en este episodio.

## Recepción

### Recepción crítica
"The Damned" recibió críticas mixtas, y muchos críticos lo citaron como un paso atrás del estreno de la temporada. En Rotten Tomatoes, tiene un 50% con una calificación promedio de 5,81 sobre 10, basándose en 22 revisiones. El consenso del sitio dice: "The Damned" tropieza después del primer partido de la temporada, con el regreso inesperado de un personaje olvidado, y una gran cantidad de acción, pero no mucha emoción. Matt Fowler de IGN le dio al episodio un 7.6 / 10, acción caótica picada, un giro interesante al final del episodio, y una banda sonora refrescante contra las elecciones cuestionables de los personajes, una línea de tiempo confusa, y una historia obsoleta. Forbes's Eric Kain gave "The Damned" an "F" and hammered the episode by saying, "I don't understand what's happening with The Walking Dead...This is how TV shows die, not with a bang but with a whimper. What we're watching isn't high-stakes drama, it's a slow-motion train wreck."

### Ratings
El episodio promedió 3.8 puntos entre adultos 18-49, y tuvo una audiencia de 8.52 millones de espectadores, ligeramente por debajo del episodio anterior.